# Clathrus archeri
Clathrus archeri Berk., 1980 ovvero fungo tentacolo, comunemente conosciuto come “Octopus Stinkhorn” (“fungo polpo”) o "devil's fingers” (“dita del diavolo"), è un fungo saprofita parente del fungo lanterna.
Questa specie è originaria dell'Australia ed è stato accidentalmente introdotto in Nord America, Asia ed Europa alla fine del 1800, attraverso un sacco di lana, destinato alle filature d'Europa.
È stato scoperto in Francia nel 1918 nei pressi di una base militare che era stata occupata dalle truppe australiane durante la prima guerra mondiale. Le sue spore, molto piccole ma resistenti, sopravvissero all'immenso tragitto, trovando un nuovo habitat in cui prosperare. Il primo esemplare di Clatrhus archeri nelle Americhe è stato osservato nel 1980. Allo stesso modo dell'Europa, si ritiene che il fungo sia stato introdotto nel terreno di piante esotiche importate negli Stati Uniti. Il “fungo polpo” è da considerare una specie alloctona che non minaccia però la biodiversità locale. Il giovane fungo si sviluppa da una struttura a forma di uovo parzialmente interrata, da cui fuoriescono da 4 a 7 “braccia”, inizialmente erette e unite all’apice. Le “braccia” si aprono successivamente mostrando la parte interna rosa-rossastra, ricoperta da una mucillaggine verdastra contenente le spore, la gleba. A maturità il fungo emana un odore simile alla carne putrida per attirare le mosche che contribuiscono alla diffusione delle spore.
Sia per l'aspetto che per l'odore il fungo non è invitante, ma allo stato di ovolo in alcuni paesi viene consumato senza problemi.